# Cantos Cípricos
Cantos Cípricos ou Cípria (em grego:  Κύπρια) é um dos textos agrupados como o ciclo épico, poemas épicos compostos entre os séculos VIII e VI a.C. e preservados em fragmentos. Os cantos cípricos são atribuídos a Estasino de Creta, Hegésias de Salamina ou Cíprias de Halicarnasso, e foram compostos possivelmente no final do século VII a.C.